# Innamorata (Laura Pausini)
Innamorata è un singolo della cantante italiana Laura Pausini, estratto dall'undicesimo album in studio Simili e pubblicato il 18 marzo 2016 come terzo singolo in Italia.

## Descrizione
Quarta traccia dell'album, il brano è stato scritto da Jovanotti e musicato da quest'ultimo con Riccardo Onori e Christian "Noochie" Rigano, conferendo sonorità maggiormente hip hop rispetto a quanto realizzato dalla cantante negli anni passati. Riguardo alla collaborazione con Jovanotti, Pausini ha dichiarato:

La cantante ha inoltre aggiunto che sperava di registrare il brano in duetto con Jovanotti, il quale l'ha convinta a cantarla da sola. Al riguardo, Jovanotti ha dichiarato:
La canzone è stata inoltre tradotta in lingua spagnola dalla stessa Pausini con il titolo Enamorada ed inserita nell'album Similares.

## Pubblicazione
Innamorata è stato pubblicato inizialmente in Italia il 18 marzo 2016 per la sola rotazione radiofonica, e una settimana più tardi è stato pubblicato anche per il download digitale in tre versioni differenti: le prime due contengono un remix del brano curato dal duo Takagi & Ketra (la seconda differisce dalla prima per l'assenza della sezione parlata), mentre la terza contiene quattro remix di Innamorata ed altrettanti per la versione in lingua spagnola; oltre al remix di Takagi e Ketra sono presenti quelli curati da KeeJay Freak, Fresco e Giovani Leoni: in quest'ultimo hanno preso parte Leo Di Angilla (percussioni e programmazione della batteria), Christian Rigano (tastiera e programmazione sintetizzatore) e Riccardo Onori e Cristiano Verardo (chitarre). Il 13 maggio è stata resa disponibile attraverso Amazon.com anche la versione in vinile, contenente 5 tracce per lato.
Innamorata viene inserita in una versione dal vivo (Medley Reggaeton video) nel DVD di Fatti sentire ancora/Hazte sentir más del 2018.
Enamorada è stato estratto come terzo singolo il 22 aprile 2016 negli Stati Uniti d'America e in America Latina nella sola versione remix da Takagi e Ketra.
Innamorata e Enamorada (insieme alle versioni remix e strumentale) vengono pubblicati nel box The Singles Collection - Volume 1 edito dalla Atlantic Records nel 2019, commercializzato attraverso il fan club ufficiale dell'artista Laura4u.

## Video musicale
Il video (in lingua italiana in versione normale e remix, in lingua spagnola in versione remix) è stato girato a Miami e diretto dai registi Leandro Manuel Emede e Nicolò Cerioni.
Un'anteprima di trenta secondi del videoclip in lingua italiana è stata trasmessa il 17 marzo 2016 durante il TG1, mentre quello completo è uscito il giorno seguente sul canale YouTube della Warner Music Italy. Il videoclip in lingua spagnola è stato invece reso disponibile il 23 aprile 2016, giorno in cui è stato reso disponibile anche il videoclip in lingua italiana della versione Takagi & Ketra Remix sempre su YouTube.

## Tracce
Download digitale – 1ª versione
1. Innamorata (Takagi & Ketra Remix) – 3:34

Download digitale – 2ª versione
1. Innamorata (Takagi & Ketra Remix [No Speech]) – 3:34

Download digitale – 3ª versione
1. Enamorada (Takagi & Ketra Remix) – 3:34

Download digitale – 4ª versione
1. Enamorada (Takagi & Ketra Remix [No Speech]) – 3:34

Download digitale – Innamorata/Enamorada Remixes
1. Innamorata (Takagi & Ketra Remix) – 3:34
2. Innamorata (KeeJay Freak Remix) – 3:21
3. Innamorata (Fresco Remix) – 3:33
4. Innamorata (Giovani Leoni Remix) – 3:38
5. Enamorada (Takagi & Ketra Remix) – 3:34
6. Enamorada (KeeJay Freak Remix) – 3:21
7. Enamorada (Fresco Remix) – 3:33
8. Enamorada (Giovani Leoni Remix) – 3:38

12" – Innamorata/Enamorada Remixes
- Lato A

1. Innamorata (Takagi & Ketra Remix No Speech) – 3:34
2. Innamorata (Takagi & Ketra Remix) – 3:34
3. Innamorata (KeeJay Freak Remix) – 3:21
4. Innamorata (Fresco Remix) – 3:33
5. Innamorata (Giovani Leoni Remix) – 3:38

- Lato B

1. Enamorada (Takagi & Ketra Remix No Speech) – 3:34
2. Enamorada (Takagi & Ketra Remix) – 3:34
3. Enamorada (KeeJay Freak Remix) – 3:21
4. Enamorada (Fresco Remix) – 3:33
5. Enamorada (Giovani Leoni Remix) – 3:38

## Formazione
- Laura Pausini – voce, cori
- Sojung Lee – chitarra elettrica
- George Pajon Jr – chitarra elettrica
- Lucy Graves – pianoforte
- Printz Board – sintetizzatore, cori, programmazione
- Patty Miller – batteria

## Classifiche
| Classifiche (2016) | Posizione massima |
| ------------------ | ----------------- |
| Italia             | 67                |